# Ye Chong
Ye Chong (叶冲S, Yè ChōngP; Shanghai, 29 novembre 1969) è un ex schermidore cinese, specializzato nel fioretto. Ha vinto due medaglie d'argento nella scherma ai Giochi olimpici.
Ha partecipato a 5 edizioni consecutive dei Giochi olimpici (da Seul 1988 ad Atene 2004). Campione del mondo giovani nel fioretto individuale nell'edizione 1989 ad Atene.
Ai Campionati mondiali assoluti di scherma ha conquistato 3 medaglie: il bronzo nell'edizione del 1994 ad Atene, l'argento a Seul nel 1999 ed ancora l'argento a L'Avana nel 2003.
Dopo un primo abbandono dall'attività sportiva nel 2002 ed il rientro alle competizioni l'anno successivo, si è definitivamente ritirato nel 2005.